# 英屬西太平洋領地
英屬西太平洋領地是英國歷史上的一塊殖民地，它位於西太平洋地區。英屬西太平洋領地成立於1877年，最終於1976年解散。英屬西太平洋領地由英国王室的一位代表（西太平洋高级专员）負責管理。除斐濟和所罗门群岛外，英屬西太平洋領地的其他地區陸地面積较小。